# Mujeres en el jardín
Mujeres en el jardín (en francés, Femmes au jardin) es un cuadro del pintor francés Claude Monet. Data del año 1867 y se trata de un óleo que mide 256 cm de alto por 208 cm de ancho. Actualmente se encuentra en el Museo de Orsay de París, Francia.
La tela fue rechazada en el Salón de París. Es una de las primeras telas en las que Monet, abandonando el academicismo, se encaminaba hacia el impresionismo. Aún se nota en él, sin embargo, la inspiración por modelos clásicos y por la Escuela de Barbizon. Es un momento en el que Monet prosigue sus investigaciones plásticas.
Representa un día de verano, con su despreocupado y luminoso ambiente. Varias jóvenes, con vestidos de verano, se divierten en un jardín florido. Monet tomó a su futura mujer como modelo para esta obra, sentada en el centro.
Protagonista del cuadro es la luz que se refleja en los cabellos, en la piel, en los vivos colores de los vestidos, las flores y las hojas de los árboles. Los reflejos luminosos y las sombras coloreadas envuelven a los personajes que se presentan en actitudes naturales.

## Las apropiaciones de Braun-Vega
En 1984, Herman Braun-Vega integró las Mujeres en el jardín con El balcón de Manet en una composición ampliada en cuyo primer plano aparecen dos mujeres peruanas pobres sentadas esperando vender unas plantas hortícolas apiladas delante de ellas. En este cuadro, titulado En attendant (Monet et Manet), Braun-Vega destaca el contraste entre la opulencia del Norte, representada por las figuras vestidas de domingo de Manet y Monet, y la pobreza del Sur, representada por los vendedores de verduras peruanos. Braun-Vega también hace referencia a Mujeres en el jardín en L'attente (1983), La espera en el campo (1986) y Le temps des cerises (1987).